# Ісла-де-ла-Хувентуд
21°44′41″ пн. ш. 82°51′30″ зх. д. / 21.74472° пн. ш. 82.85833° зх. д.
І́сла-де-ла-Хувенту́д (ісп. Isla de la Juventud, МФА: [ˈizla ðe la xuβenˈtuð], дослівно — острів Юності) — спеціальний муніципалітет на Кубі, розташований на однойменному острові Карибського моря. Другий за величиною острів країни, за 100 км від південного узбережжя острова Куба в архіпелазі Лос-Канарреос. До 1978 року мав назву Ісла-де-лос-Пінос (ісп. Isla de los Pinos, «Сосновий острів»). Площа — 2 200 км².

## Географія

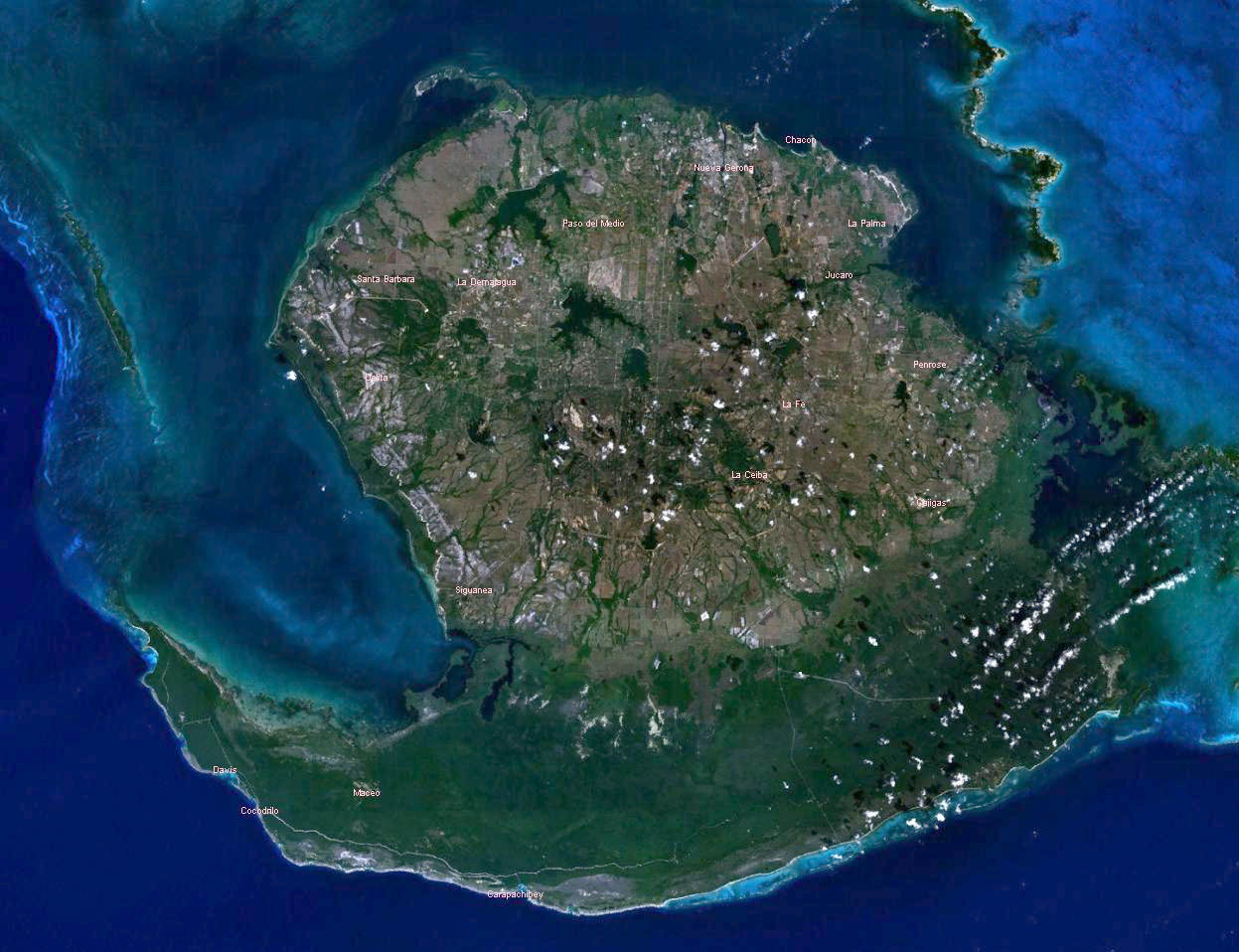
Ісла-де-ла-Хувентуд з космосу

Ісла-де-ла-Хувентуд є найбільшим з 350 островів у архіпелазі Лос-Канарреос, та другий за величиною у Кубі.
Значною мірою острів було вкрито сосновими лісами (тому до 1978 року острів називався «Острів сосен» (Isla de Pinos). Над поверхнею невеликі останцеві височини. Південь вельми закарстований, тут багато боліт. Поверхневий стік відсутній. Ліси здебільшого вирубані, а великі площі займають плантації цитрусових та пасовища. У північній частині, переважно рівнинній, є невисокі гори. Південна частина острова являє собою плоскогір'я.

## Клімат
Клімат на острові м'який, проте часто трапляються урагани.

## Історія
Острів відкрито Колумбом у 1494 році й оголошено іспанською територією.
Після перемоги Сполучених Штатів в Іспано-американській війні Іспанія була змушена відмовитися від своїх претензій на Кубу. Однак при цьому острів не було згадано ані в угоді, яка визначала межі Куби, ані у першій Конституції Куби. Унаслідок цього виникли суперечки про приналежність острова між незалежною Кубою та Сполученими Штатами. 1904 року Джон Гей та Ґонсало де Кесада підписали угоду, за якою США визнали суверенітет Куби над територією острова Пінос. Проте Сенат США не ратифікував угоду. 1907 року Верховний суд США виніс рішення про те, що острів не належить Сполученим Штатам, і 13 березня 1925 року між США та Кубою було підписано угоду про його приналежність Кубі.

## Економіка
На острові видобувають мармур. Є родовища нікелевих руд і каолінів. Острів Ісла-де-ла-Хувентуд — одна з головних сільськогосподарських провінцій Куби. Тут вирощуються цитрусові, що також експортуються, та овочі.
Тут багато пляжів, які є популярними серед туристів. Ісла-де-ла-Хувентуд також є популярним місцем для рекреаційного дайвінгу.

## Демографія
У 2004 році, населення острова Ісла-де-ла-Хувентуд становило 86,637 чоловік. З загальною площею 2,419.27 км², щільність населення 35.8 чол./км².

## Транспорт
Основні транспортні сполучення з островом здійснюються повітрям та морем. Подорож судном на підводних крилах, або моторним катамараном на острів може зайняти близько трьох годин. Набагато повільніший і вантажопідйомніший пором потребує близько 6 годин, для переходу, але цей спосіб сполучення є дешевшим. Провінція має лише один муніципалітет із однойменною назвою.